# Енгуразов, Ахмед Адипович
Ахме́д Адипович Енгура́зов (10 августа 1965) — советский футболист, российский и таджикский вратарь.

## Биография
До 1990 года играл в клубах 2-й лиги — «Знамя Труда» и «Вахш». В 1990 перешёл в «Памир», где был дублёром Андрея Мананникова. За полтора года сыграл всего три матча, в которых пропустил три мяча.
После распада Союза, как и многие игроки «Памира», переехал в Россию. Был основным вратарём коломенского «Виктора-Авангарда».
С 1994 по 1996 год играл за «Сатурн» (Раменское), провел 120 матчей и пропустил 80 мячей.
В 2002 и 2003 играл на Кубке чемпионов Содружества за «Регар-ТадАЗ».
Зачастую выступал в одной команде со старшим братом Ваитом.
Работал тренером вратарей в СДЮШОР «Москва». В 2009 году играл за ФК «Каит» в чемпионате России по футболу 8х8.
Позже — тренер вратарей в Футбольной Академии имени Федора Черенкова («Спартак Москва»), тренер голкиперов 2001, 2002 и 2003 года рождения.
Старший брат Ваис и племянник Дамир также футболисты.